# 西布里斯托爾
西布里斯托爾（英語：Bristol West），英國國會一郡選區，包括英格蘭西南部布里斯托爾西部。始設於1885年。
本區長期支持保守黨，但在1997年改為支持工黨，2005年又轉為支持自民黨。在2010年大選中自民黨的史提芬·威廉斯以48.0%選票勝出該區連任成功。2015年大選後又轉回支持工黨。